# 43935 Danshechtman
43935 Danshechtman este o planetă minoră (asteroid) din centura de asteroizi. A fost descoperită pe 1 octombrie 1996 la Colleverde⁠(d) de Vincenzo Silvano Casulli⁠(d). 
Obiectul prezintă o orbită caracterizată de o semiaxă mare de 2,1387624292216 UAi, o excentricitate de 0,14, o înclinație de 2,9 ° în raport cu ecliptica.